# 玛尔·比提·阿海·伊地那
玛尔·比提·阿海·伊地那（约公元前942年前后在位）（英語：Mar-biti-ahhe-iddina）巴比伦第八王朝国王之一。承袭其兄长尼努尔塔·库杜瑞·乌苏尔二世之位。他的统治极为短暂，死后由沙马什·姆达米克所继承。与其同期的文物亦有所发现。